# Ruolo sovrintendenti
Il ruolo sovrintendenti indica una categoria di personale in servizio nelle forze di polizia italiane. Nell'Arma dei Carabinieri e nella Guardia di Finanza il ruolo sovrintendenti è omologo al ruolo sergenti delle Forze armate italiane. Nel Corpo nazionale dei vigili del fuoco il ruolo dei capi squadra e dei capi reparto è omologo al ruolo sovrintendenti.

## Carabinieri e Guardia di finanza
- Vice brigadiere
- Brigadiere
- Brigadiere capo
- Brigadiere capo qualifica speciale

## Polizia di stato e Corpo di polizia penitenziaria
- Vice sovrintendente
- Sovrintendente
- Sovrintendente capo
- Sovrintendente capo coordinatore